# ディズニーパークのテーマランドの一覧
ディズニーパークのテーマランドの一覧は、ディズニーパークにおける用語の一つで、一つのテーマを持ったエリアの区分のことである「テーマランド」の一覧である。

## 各テーマランド一覧

### ディズニーランド・リゾート

#### ディズニーランド
- メインストリートUSA
- ニューオーリンズ・スクエア
- ファンタジーランド
- アドベンチャーランド
- フロンティアランド
- トゥモローランド
- クリッターカントリー
- トゥーンタウン
- スター・ウォーズ:ギャラクシーズ・エッジ

#### ディズニー・カリフォルニア・アドベンチャー
- ブエナビスタ・ストリート
- ピクサー・ピア
- パラダイス・ガーデンズ・パーク
- グリズリー・ピーク
- パシフィック・ワーフ
- ハリウッド・ランド
- カーズランド
- アベンジャーズ・キャンパス

### ウォルト・ディズニー・ワールド・リゾート

#### マジック・キングダム
- メインストリートUSA
- ファンタジーランド
- リバティー・スクエア
- トゥモローランド
- アドベンチャーランド
- フロンティアランド

#### エプコット
- ワールド・セレブレーション
- ワールド・ネイチャー
- ワールド・ディスカバリー
- ワールド・ショーケース

#### ディズニー・ハリウッド・スタジオ
- ハリウッド・ブールバール
- エコー・レイク
- グランドアベニュー
- アニメーション・コートヤード
- トイ・ストーリーランド
- サンセット・ブールバール
- スター・ウォーズ:ギャラクシーズ・エッジ

#### ディズニー・アニマル・キングダム
- オアシス
- ディスカバリー・アイランド
- アフリカ
- ラフィキズ・プラネット・ウォッチ
- アジア
- ディノランドUSA
- パンドラ - ザ・ワールド・オブ・アバター

### 東京ディズニーリゾート

#### 東京ディズニーランド
- ワールドバザール
- アドベンチャーランド
- ウエスタンランド
- クリッターカントリー
- ファンタジーランド
- トゥーンタウン
- トゥモローランド

#### 東京ディズニーシー
- メディテレーニアンハーバー
- アメリカンウォーターフロント
- ポートディスカバリー
- ロストリバーデルタ
- アラビアンコースト
- マーメイドラグーン
- ミステリアスアイランド
- ファンタジースプリングス

### ディズニーランド・パリ

#### ディズニーランド・パーク
- メインストリートUSA
- ファンタジーランド
- ディスカバリーランド
- フロンティアランド
- アドベンチャーランド

#### ウォルト・ディズニー・スタジオ・パーク
- フロント・ロット
- バック・ロット
- プロダクション・コートヤード
- スター・ウォーズ:ギャラクシーズ・エッジ (2024年オープン予定)
- アベンジャーズ・キャンパス
- トゥーン・スタジオ
  - トイ・ストーリー・プレイランド
  - レミーの美味しいレストラン
- キングダム・オブ・アレンデール (2024年オープン予定)

### 香港ディズニーランド・リゾート

#### 香港ディズニーランド
- メインストリートUSA
- ファンタジーランド
- トゥモローランド
- アドベンチャーランド
- トイ・ストーリーランド
- グリズリー・ガルチ
- ミスティック・ポイント
- ワールド・オブ・フローズン

### 上海ディズニーリゾート

#### 上海ディズニーランド
- ミッキー・アベニュー
- ガーデン・オブ・イマジネーション
- ファンタジーランド
- トレジャー・コーブ
- アドベンチャー・アイル
- トゥモローランド
- トイ・ストーリーランド
- ズートピア